# Melanerpes cactorum
Melanerpes cactorum là một loài chim trong họ Picidae.